# Реалицио (Торино)
Реалицио је насеље у Италији у округу Торино, региону Пијемонт.
Према процени из 2011. у насељу је живело 358 становника. Насеље се налази на надморској висини од 227 м.